# NGC 7664
NGC 7664 је спирална галаксија у сазвежђу Пегаз која се налази на NGC листи објеката дубоког неба.
Деклинација објекта је + 25° 4' 49" а ректасцензија 23h 26m 39,7s. Привидна величина (магнитуда) објекта NGC 7664 износи 12,7 а фотографска магнитуда 13,4. Налази се на удаљености од 48,677 милиона парсека од Сунца. NGC 7664 је још познат и под ознакама UGC 12598, MCG 4-55-13, CGCG 476-38, KARA 1019, IRAS 23241+2448, PGC 71450.